# Mull of Kintyre (chanson)
Pour l’article homonyme, voir Mull of Kintyre.
Singles de Paul McCartney et les Wings
Seaside Woman
(1977) With a Little Luck
(1978)
Mull of Kintyre est une chanson de Paul McCartney et les Wings parue en single en 1977. Composée par McCartney et Denny Laine, la chanson s'inspire de la péninsule écossaise éponyme, où l'ex-Beatle possédait une maison.
Seule publication originale du groupe en 1977, à cause de la grossesse de Linda McCartney et du départ de deux autres membres du groupe, le single connaît un succès jusque-là inégalé au Royaume-Uni : outre sa première place dans les charts, il devient le premier single à dépasser les deux millions d'exemplaires vendus, ainsi que le record établi en 1964 par She Loves You.
Aux États-Unis, le single est pourtant un échec total, au point que la face B, Girls' School, y devient face A et atteint la 33e place. Ce faible score se ressent dans les tournées suivantes de McCartney : là où Mull of Kintyre occupe une grande place dans la plupart des concerts et compilations dans le monde elle est généralement absente des albums américains.